# Frédéric Belinsky
Frédéric Belinsky (n. 25 august 1974, Caen) este un chitarist francez de muzică jazz.
Descendent al lui Vissarion Belinski, Frédéric Belinsky este nepotul violonistului Stéphane Brotescou și al pianistei Valia Belinsky.

## Biografie
A început să studieze chitara clasică la vârsta de 9 ani la Conservatorul rus din Paris, Serge-Rachmaninoff, apoi la cel din Boulogne. A absolvit Conservatorul Național din Paris în 1997.
A cântat pentru Mihail Gorbaciov, regele Marocului Mohammed VI, și a colaborat cu muzicieni precum Florin Niculescu, Raphaël Faÿs, Stéphane Grappelli, Boulou Ferré și Angelo Debarre.
Finalist al festivalului TSF Jazz à Juan Révélations, ediția  2005, unde i s-a conferit Premiul Publicului.
Director al primei ediții a Festivalului de gypsy jazz de la Moscova, 2010

## Discografie
- Swing Tzigane, La Lichere, 2005
- Gypsy Instinct, 2006 (la care a colaborat cu violonistul Costel Nițescu)